# Reggio de Calàbria
Reggio de Calàbria (en català antic Ríjols, Rèjol o Rèjoll, en sicilià Riggiu Calabbria, en italià Reggio di Calabria, comunament simplificat com a Riggiu o Reggio respectivament) és una ciutat del sud-oest de Calàbria. Està situada a l'estret de Messina, vora l'illa de Sicília. Administrativament és també la capital de la ciutat metropolitana homònima. La població de Reggio de Calàbria és de prop de 200.000 habitants.

## Geografia física

### Morfologia
El territori de la ciutat forma part de la conca de Reggio de Calàbria, una fossa tectònica delimitada per falles de tipus normal i per les horst de Campo Piale al nord i de l'Aspromonte a l'est. La ciutat s'estén sobre una superfície predominantment de tipus al·luvial i deltàica creada pel dipòsit de sediments transportats pels nombrosos torrents (localment anomenat com a fiumare) que travessen el territori. El sistema de turons està format per sediments sorrencs amb una pendent mitjana fins als vessants de l'Aspromonte de naturalesa cristal·lino-metamòrfica paleozoica, mentre que el litoral costaner es desenvolupa amb un traçat relativament sinuós i es caracteritza per prominències i reculades a la zona dels cursos d'aigua.
- Classificació sísmica: zona 1 (alta activitat sísmica)[3] segons l'Ordre del PCM núm. 3274 del 20/03/2003.

### Clima
Ubicada a la zona de l'estret de Messina a pocs metres sobre el nivell del mar, el clima és de tipus mediterrani.
A l'estiu, la fresca brisa marina que prové del nord, gairebé sempre present al canal, i les brises descendents de les muntanyes de l'Aspromonte, especialment notades al llarg dels torrents, ajuden a fer més suportables les altes temperatures. L'hivern és suau i curt i la temperatura gairebé mai s'apropa al zero. El sol és gairebé constant, amb aproximadament 300 dies assolellats a l'any.
| Paràmetres climàtics mitjans de Reggio de Calàbria | Paràmetres climàtics mitjans de Reggio de Calàbria | Paràmetres climàtics mitjans de Reggio de Calàbria | Paràmetres climàtics mitjans de Reggio de Calàbria | Paràmetres climàtics mitjans de Reggio de Calàbria | Paràmetres climàtics mitjans de Reggio de Calàbria | Paràmetres climàtics mitjans de Reggio de Calàbria | Paràmetres climàtics mitjans de Reggio de Calàbria | Paràmetres climàtics mitjans de Reggio de Calàbria | Paràmetres climàtics mitjans de Reggio de Calàbria | Paràmetres climàtics mitjans de Reggio de Calàbria | Paràmetres climàtics mitjans de Reggio de Calàbria | Paràmetres climàtics mitjans de Reggio de Calàbria | Paràmetres climàtics mitjans de Reggio de Calàbria |
| Mes                                                | Gen.                                               | Feb.                                               | Mar.                                               | Abr.                                               | Mai.                                               | Jun.                                               | Jul.                                               | Ago.                                               | Set.                                               | Oct.                                               | Nov.                                               | Des.                                               | Anual                                              |
| -------------------------------------------------- | -------------------------------------------------- | -------------------------------------------------- | -------------------------------------------------- | -------------------------------------------------- | -------------------------------------------------- | -------------------------------------------------- | -------------------------------------------------- | -------------------------------------------------- | -------------------------------------------------- | -------------------------------------------------- | -------------------------------------------------- | -------------------------------------------------- | -------------------------------------------------- |
| Temperatura màxima registrada °C (°F)              | 24,2 (75,6)                                        | 25,1 (77,2)                                        | 28,0 (82,4)                                        | 30,4 (86,7)                                        | 34,2 (93,6)                                        | 41,5 (106,7)                                       | 40,5 (104,9)                                       | 41,0 (105,8)                                       | 41,0 (105,8)                                       | 34,4 (93,9)                                        | 29,7 (85,5)                                        | 26,0 (78,8)                                        | 41,5 (106,7)                                       |
| Temperatura mínima registrada °C (°F)              | 0,4 (32,7)                                         | 0,0 (32)                                           | 0,0 (32)                                           | 4,6 (40,3)                                         | 7,8 (46)                                           | 10,8 (51,4)                                        | 14,4 (57,9)                                        | 14,4 (57,9)                                        | 11,2 (52,2)                                        | 6,6 (43,9)                                         | 4,6 (40,3)                                         | 0,2 (32,4)                                         | 0,0 (32)                                           |
| Temperatura diària màxima °C (°F)                  | 14,9 (58,8)                                        | 15,1 (59,2)                                        | 16,7 (62,1)                                        | 19,2 (66,6)                                        | 23,4 (74,1)                                        | 27,5 (81,5)                                        | 30,8 (87,4)                                        | 30,6 (87,1)                                        | 28,0 (82,4)                                        | 23,5 (74,3)                                        | 19,6 (67,3)                                        | 16,4 (61,5)                                        | 22,1 (71,8)                                        |
| Temperatura diària mínima °C (°F)                  | 8,1 (46,6)                                         | 8,1 (46,6)                                         | 9,1 (48,4)                                         | 11,0 (51,8)                                        | 14,8 (58,6)                                        | 18,2 (64,8)                                        | 21,7 (71,1)                                        | 22,0 (71,6)                                        | 19,1 (66,4)                                        | 15,9 (60,6)                                        | 12,1 (53,8)                                        | 9,7 (49,5)                                         | 14,2 (57,6)                                        |
| Precipitació total mm (polzades)                   | 75,5 (3)                                           | 59,0 (2,3)                                         | 47,5 (1,9)                                         | 33,5 (1,3)                                         | 18,0 (0,7)                                         | 12,5 (0,5)                                         | 6,5 (0,3)                                          | 10,0 (0,4)                                         | 34,0 (1,3)                                         | 63,0 (2,5)                                         | 69,0 (2,7)                                         | 71,5 (2,8)                                         | 500,0 (19,7)                                       |
| Font:                                              |                                                    |                                                    |                                                    |                                                    |                                                    |                                                    |                                                    |                                                    |                                                    |                                                    |                                                    |                                                    |                                                    |

## Història

### Antiguitat
Fou l'antiga Règion (grec antic: Ῥήγιον, llatí: Rhegium), una ciutat de la Magna Grècia a la part sud de la península del Bruttium (que es deia Italia abans dels Grecs), a la part oriental de l'estret de Sicília enfront de Messina.
Fou una colònia de Calcis i la ciutat es va fundar suposadament al lloc de la tomba de Joscastos, fill d'Eol. Alguns emigrants de Calcis ja s'havien establert a Zancle, a Sicília, i van donar suport als seus compatriotes; amb la gent de calcis hi havia també un grup d'exiliats de Messènia, i encara que no eren molt nombrosos sí que eren les principals famílies, les quals van regir la ciutat. El tirà Anàxiles pertanyia al grup dels messenis. La data de fundació no és segura però probablement fou al tomb del 720 aC, la qual cosa la fa la colònia grega més antiga en aquesta part d'Itàlia. El seu nom tindria relació amb el trencament de la terra per formar l'estret; Heràclides diu que derivava del nom d'un heroi local.
La colònia va prosperar però no se sap res de la seva història fins al temps d'Anàxiles. Tenia una constitució aristocràtica i la direcció del govern estava en mans d'un consell format pels 1000 ciutadans principals (els més rics). La legislació de Carondes a Catània fou adoptada també a Règion i altres ciutats calcídides de Sicília.
Van donar acollida als fugitius foceus expulsats de Còrsega pels etruscs després de la batalla d'Alàlia i van estendre el seu domini al territori dels voltants amb algunes petites ciutats indígenes, fins al riu Halex a l'est on tocaven amb territori de Locres; les colònies de Locres al nord, Medma i Hipponium també impedien la seva expansió cap al nord. Generalment hi va haver una tensió permanent entre Règion i Locres.
Règion va adoptar les doctrines de Pitàgores i poc després de la seva mort va esdevenir el quarter general de la seva escola, però els canvis introduïts no foren permanents. Anàxiles es va fer amb la tirania segons Diodor de Sicília el 494 aC, i pertanyia a l'oligarquia d'origen messènic que ja governava la ciutat. Es va apoderar de Zancle a la qual va rebatejar Messana (en honor de Messènia) i va governar les dues ciutats controlant l'estret de Sicília. Va fortificar el promontori d'Esquilleon (Scyllaeum) on va establir una estació naval que controlava l'estret, sobretot vigilant els pirates. Meditava la destrucció de Locres però en fou dissuadit per Hieró I de Siracusa, que es va erigir en defensor de la ciutat. Tot i així una de les filles d'Anàxiles es va casar amb Hieró, l'amistat del qual va buscar per tots els mitjans. Va agafar la reputació d'un governant just i suau i sota el seu govern Règion va assolir una gran prosperitat.
Va morir el 476 aC i el van succeir sense oposició dos fills sota la regència de Mícit que va continuar governant amb justícia durant nou anys i finalment va cedir el poder als seus pupils. Durant el seu govern, el 473 aC, va enviar un contingent de 3000 homes en ajut dels tarentins contra els indígenes iapigis, i va participar per tant en la gran derrota que els tarentins van patir. Diodor de Sicília diu que els iapigs van perseguir els soldats fugitius fins a la mateixa Règion i que fins i tot van arribar a capturar la ciutat però això sembla exagerat.
Els fills d'Anàxiles no van governar tan bé i foren enderrocats el 461 aC. És possible que un partit de la ciutat utilitzés mercenaris nadius per prendre el poder i massacrar la resta dels ciutadans que se li oposaven (segons una història que explica Justí sense indicar-ne però la data), però no es té cap altra constància de trencament violent i l'oligarquia calcídica i messènica va continuar al front de la ciutat.
Quan va arribar la flota atenenca dirigida per Laques i Careades per ajudar Leontins contra Siracusa, Règion va abraçar el partir de les ciutats calcídides de Sicília que eren favorables als atenencs, i va deixar el port a la flota atenenca com a base, i a més la van proveir amb auxiliars. Això els va portar a una confrontació amb Locres, que era del partit oposat. En canvi a l'expedició del 415 aC la ciutat va romandre neutral.
Poc després Dionís el vell de Siracusa es va apoderar de les ciutats calcídides i Règion es va alarmar. El 399 aC van mobilitzar una flota de 50 trirrems, 6000 homes i 600 cavallers per fer la guerra a Siracusa. Però com que Messina, aliada de Règion, va fer la pau amb Dionís, la ciutat va haver de pactar també la pau.
Dionís va proposar a Règion una aliança, que fou rebutjada i llavors es va aliar a Locres i va esdevenir enemic implacable de la ciutat. El 394 aC després de la destrucció de Messana pels cartaginesos, Dionís el vell va restaurar la ciutat i la va fortificar. Règion va atacar Messana sense èxit i l'any següent Dionís va atacar Règion, però tampoc no va aconseguir de sorprendre-la i es va limitar a assolar el territori abans de retirar-se. El 390 aC va tornar a atacar la ciutat i la va assetjar amb 20000 homes i 1000 cavallers i una flota de 120 trirrems; la flota siracusana fou delmada per una tempesta i els habitants de Règion van presentar una aferrissada defensa, i finalment l'arribada de l'hivern el va obligar a retirar-se.
El 389 aC la victòria de Dionís sobre els confederats grecs del sud d'Itàlia al riu Helorus, va deixar Règion a les seves mans: la ciutat va haver de pagar un tribut de 300 talents i entregar tots els seus vaixells (que eren 70) i van obtenir només una treva que Dionís va trencar l'any següent assetjant un altre cop la ciutat; al front de Règion va assolir el comandament el general Phyton, que va organitzar una resistència desesperada i va aguantar 11 mesos, però finalment la ciutat es va haver de rendir quan ja la fam feia estralls. Els qui van sobreviure foren venuts com a esclaus, i Python fou executat. La ciutat va ser arrasada.

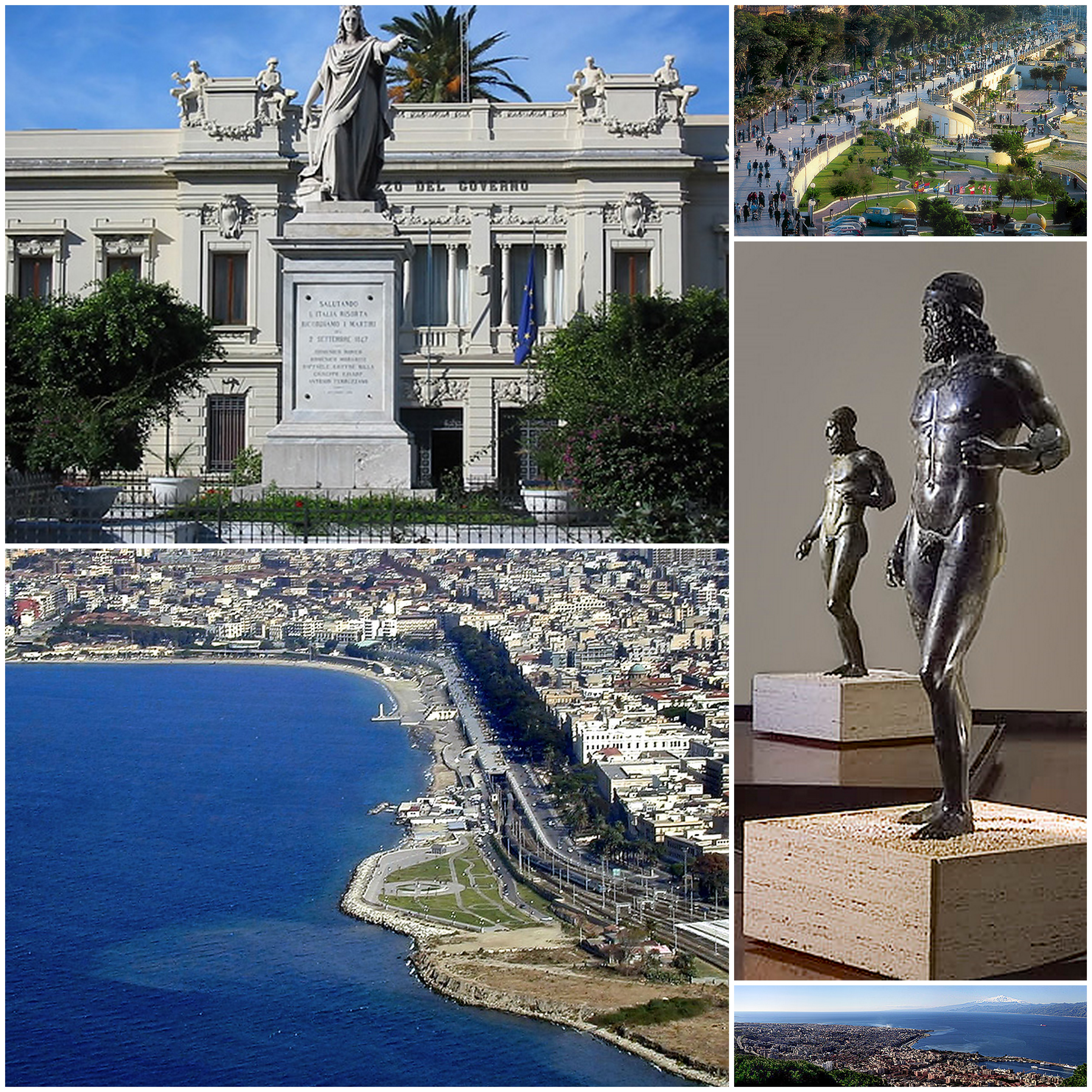
Collage di immagini.

Uns anys després la ciutat fou recuperada parcialment per Dionís el jove que li va canviar el nom a Phoebias, però l'antic nom va predominar. Hi va establir una guarnició siracusana, però al 351 aC fou conquerida pels rebels comandants Leptines i Callippos, i la guarnició expulsada; la independència de la ciutat fou restaurada.
El 345 aC la ciutat va prometre ajut a Timoleó que es va aturar allí de camí a Sicília i des d'on va passar a Tauromenium, eludint la vigilància cartaginesa. La ciutat es devia recuperar lentament (sense tornar a la seva antiga prosperitat) en els anys següents, en els quals no apareix esmentada en cap fet rellevant.
El 280 aC amb l'arribada de Pirros de l'Epir a Itàlia, la ciutat va buscar l'aliança de Roma i va admetre una guarnició romana; foren enviats quatre mil homes de Campània sota el comandament d'un oficial anomenat Decius. Assabentats del que havien fet els mamertins a Messana, aquestes tropes van acusar els ciutadans de preparar una revolta i van fer una massacre dels homes, convertint dones i xiquets en esclaus, quedant com a únics ocupants de la ciutat.
Roma no va poder castigar els soldats, ocupada com estava en la guerra contra Pirros, i els campanis van ser per uns anys els amos absoluts de Règion, anomenada ara Règium. Quan Pirros es va retirar d'Itàlia la república romana es va dirigir contra els seus soldats infidels. El 270 aC, amb l'ajut de Hieró II de Siracusa, el cònsol Luci Genuci Clepsina va conquerir Règium per la força després d'un setge; gran part dels campanis van morir en la lluita i la resta foren executats per ordre del senat de Roma.
Els antics habitants que havien sobreviscut van rebre la possessió de la ciutat. Un altre cop va començar una lenta recuperació que no la va poder portar al nivell anterior. Pràcticament no apareix a la Primera Guerra Púnica i a la Segona Guerra Púnica fou lleial a Roma i va rebutjar tots els intents d'Hanníbal d'ocupar la ciutat.
Després gairebé desapareix de la història, però per algunes notícies se sap que va romandre ciutat federada ("foederata civitas") cada vegada més integrada dins l'administració romana. El 91 aC fou parcialment destruïda per un terratrèmol. Després de la guerra social, el 89 aC, els habitants van obtenir la ciutadania romana i Règium va esdevenir municipi romà. Es va recuperar del terratrèmol i al final del segle ja és esmentada com una de les vuit ciutats més florents d'Itàlia (Apià). Es va lliurar d'esdevenir colònia militar gràcies a la intervenció personal d'August i durant la guerra contra Sext Pompeu fou una de les principals bases del futur emperador. Com a agraïment August va augmentar la seva població, que estava en retrocés, enviant un cos de colons sense esdevenir colònia. La ciutat en agraïment va adoptar el nom de Règium Júlium.
Va continuar prosperant durant l'Imperi i Estrabó diu que encara conservava restes de la seva antiga cultura grega. Inscripcions d'aquest període en grec, llatí i una barreja d'ambdues, així com noms llatins i grecs entre els magistrats, són freqüents a l'època imperial. La seva situació a l'estret la va salvar de la decadència que van patir altres ciutats del sud d'Itàlia.

### Edat mitjana
El 410 va arribar a Règium el got Alaric I, que va tractar de creuar a Sicília, però en fracassar va tornar enrere i va morir a Consentia. La ciutat, tot i la crisi de l'Imperi, no va decaure completament i va romandre com a ciutat activa. El 549 fou ocupada per l'ostrogot Tòtila però no gaire després va caure en mans dels romans d'Orient (556). Amb Basili el Macedoni (867-886) el bisbat de Règium fou elevat a metròpoli de les possessions romanes d'Orient a la Itàlia meridional.
L'any 900 va ser ocupada pels sarraïns de Sicília dirigits per Abu al-Abbas, que van massacrar els habitants i el bisbe, però en foren expulsats el 909 i la ciutat convertida en capital del ducat de Calàbria. El castell fou reforçat en aquests anys per fer front a un nou atac àrab i s'hi van establir fortins de frontera.
El 1001 un altre cop fou ocupada pels àrabs, aquesta vegada per l'emir de Palerm, però fou recuperada pels grecs el 1027. El 1060 la van ocupar els normands de Robert Guiscard que es va titular duc de la Pulla i de Calàbria. El bisbat va passar a control de l'església romana. El 1085 fou saquejada pels sarraïns dirigits per l'emir anomenat Benavert.
Dels normands va passar als Anjou el 1267. El 1282 la ciutat es va declarar a favor del rei català, però els angevins la van poder conservar fins al 1443 quan Alfons el Magnànim la va ocupar. Privada de la condició de capçalera regional, aquest rang li fou retornat el 1465 per Ferran I.

### Edat moderna i contemporània
Recuperada per Nàpols el 1502 fou ocupada pels espanyols i sotmesa a Ferran el Catòlic. Fou saquejada pels turcs el 1512 i 1526 (Barba-roja) i el 1594 (Scipione Sinan Cicala, renegat de Messina convers a l'islam). El 1562 un terratrèmol va deixar sense ús el port.
Durant segles fou part del Regne de les Dues Sicílies i a finals del segle xviii va formar part de la República Partenopea i al segle xix del Regne de Nàpols de Murat, sota el qual fou convertida en ducat pel general Oudinot. Els anglesos la van bombardejar el 1810.
El 1814 va retornar als borbons i fou capçalera d'una nova província: Calàbria Ultra Prima. El 2 de setembre de 1847 va ser teatre d'una revolta militar i el 1860 fou ocupada pels garibaldins, i el 1861 inclosa en el Regne de Sardenya, i esdevingué tot seguit Regne d'Itàlia.
El 28 de setembre de 1908 fou assolada per un terratrèmol seguit d'un tsunami. A la segona guerra mundial fou bombardejada pels aliats des del 1943 i fou ocupada pels americans el 3 de setembre d'aquell any. Després de la guerra va ser ciutat de predomini democristià.
El 1970, amb la nova regionalització, fou privada de la capitalitat regional en favor de Catanzaro. Això va portar l'anomenat motí de Reggio (juliol de 1970 a abril de 1971) en què el poble va sortir al carrer i va protestar violentament resistint fins i tot a l'exèrcit amb accions de guerrilla urbana. Dirigia a les forces del govern l'alcalde (síndic) Pietro Bataglia i als revoltats Ciccio Franco. La intervenció massiva de carrabiners, policia i exèrcit va finalment aplanar la revolta; van morir cinc persones, centenars de ferits i milers de detinguts. El consell regional de Calàbria va romandre a la ciutat però altres promeses del govern es van incomplir.

## Llocs d'interès
Lungomare Falcomatà: El passeig marítim Falcomatà (en italià Lungomare Falcomatà) és un dels carrers més famosos de Reggio Calàbria. Està dedicat a l'alcalde Italo Falcomatà protagonista i inspirador de la "primavera de Reggio".
Amb una longitud al voltant d'1,7 quilòmetres, el conformen les avingudes Viale Italo Falcomatà, Corso Vittorio Emanuele i Viale D. Genovese Zerbi.
A l'avinguda ens trobam amb edificis d'estil Art Nouveau (molts daten de la darrera reconstrucció de la ciutat), entre els quals podem destacar el palau Zani, el palau Spinelli i Villa Genoese Zerbi. També s'enriqueix amb elements que indiquen indirectament la història de la ciutat, com els nombrosos memorials, una font monumental i alguns jaciments arqueològics.
Entre la mar i el passeig marítim trobam l'Arena dello Stretto, un teatre d'estil grec que acull esdeveniments culturals i d'entreteniment durant els mesos d'estiu; al moll de Porto Salvo es troba el monument a Vittorio Emanuele III, que va desembarcar aquí, tocant sòl italià per primera vegada com a rei, el 31 juliol 1900.

## Demografia
|       | |  |
| Nota: | El diagrama es refereix a l'actual municipi de Reggio de Calàbria a partir de 1938. Les dades anteriors es refereixen a la suma de la població dels diversos municipis que després seran inclosos per formar el municipi actual. |  |
|       | Font: ISTAT |  |

### Minories estrangers
Al 31 de desembre de 2022, els ciutadans estrangers residents a Reggio de Calàbria són 11.502, el que equival al 6,67% de la població.

## Personatges il·lustres
La ciutat fou lloc de naixement de l'historiador Licos de Règion (pare de Licòfron) i de l'escultor Pitàgores de Règion. També és el lloc de naixement de Salvatore Nunnari religiós catòlic (s.XX), del compositor Giorgio Miceli (1836-1893) i de l'escriptora Rosella Postorino.